# 宿主
宿主（英語：Host），也稱為寄主，是指為寄生物包括寄生蟲、寄生植物、病毒等提供生存環境的生物。

## 宿主類型

### 最終宿主
最終宿主（primary host或definitive host）是指寄生物的成蟲賴以寄生的物種。這類宿主通常為寄生物提供長期穩定的寄生環境，包括營養和生物上的保護。

### 中間宿主
中間宿主（secondary host）是指寄生物的幼蟲或童蟲用以寄生的物種。這類宿主也可為寄生物提供營養和保護，不過寄生物不能在中間宿主體內成長為成蟲，寄生物透過中間宿主為媒介，將自己送到最終宿主。

### 異常中間宿主（保幼宿主）
（paratenic host）在某些特殊情況下，寄生物的幼蟲會直接進入最終宿主，這個最終宿主便成為一個「異常中間宿主」。例如豬肉絛蟲在某些情況下將人變成其異常中間宿主。

### 偏向宿主（傾向宿主，host of predilection）
此宿主為寄生蟲偏向感染的動物種類或群體

### 擴大宿主（amplifying host）
此宿主能達成讓寄生蟲繁殖的目的，意即已擁有將之傳播或感染出去的能力。

### Dead-end host
此宿主為寄生蟲感染的最上層，通常不會讓寄生蟲再去感染最終宿主，所以能夠防止寄生蟲完整的生長。

## 宿主和寄生物的關係
基本上，由於寄生物需要完全地依賴宿主提供營養和生存環境，對於寄生物來說，最理想的宿主和寄生物的關係是，宿主能夠為寄生物長期提供穩定的生存環境的同時，其自身的營養不會被寄生物大量地吸取掉。但往往在寄生物的生長周期內，寄生物在宿主體內不斷繁殖，大量的寄生物漸漸增加吸取宿主的營養，令宿主的體能減弱，最後宿主會出現長期的營養不良，最嚴重會導致宿主死亡。宿主的死亡會使寄生物無法吸取宿主的營養，也會令寄生物因為缺乏營養而相繼死亡。

### 儲備宿主
儲備宿主（Reservoir host），或作自然宿主，是指寄生物種天然棲息及繁殖，又或賴以為生的寄生環境。

## 母親和胎兒——宿主和寄生物的理論
將宿主和寄生物的理論引用到母親和胎兒的關係上是可行的。胎兒本身不能覓食，而胎生動物的胎兒需要在母體內成長一段時間，期間胎兒完全依賴吸取母親獲取的營養來令自己生長。母體亦為胎兒提供完全的環境，使胎兒避免受到外來的襲擊。
不過，在一般情況下，母親和胎兒的「宿主寄生物關係」並不會因為過度吸取宿主營養而導致宿主的死亡。而且胎兒本身並沒有生殖的能力，不會因為「寄生物」的數量在「宿主」內增加而增加宿主提供營養的壓力。而這種「宿主寄生物關係」通常以胎兒出世，離開母體而結束。

## 外部連結
- 宿主（host）（页面存档备份，存于）